# Michael von Schuh
Michael Schuh, seit 1856 Ritter von Schuh (* 7. Februar 1799 in München; † 13. Januar 1865 in Vevey, Schweiz) war ein bayerischer Generalleutnant und Kommandant des Kadettenkorps.

## Leben
Michael Schuh wurde 1799 in München als Sohn eines Registrators beim kurfürstlichen Kriegsökonomierat geboren. Nachdem er im Alter von acht Jahren den Vater verloren hatte, erhielt er von König Maximilian I. eine Freistelle im Bayerischen Kadettenkorps, in das er am 26. September 1808 eintrat.
Im Oktober 1815 wurde er Unterleutnant im 10. Infanterie-Regiment der Bayerischen Armee, aber schon im folgenden Jahr von General von Raglovich in das neu eingerichtete topographische Bureau berufen. Am 28. Januar 1819 in das Garde-Grenadierregiment versetzt, wurde er dort 1824 Bataillonsadjutant. In dieser Zeit machte er sich durch mehrere Schriften und Übersetzungen militärischen Inhalts und eine 1823 nach Preußen und Frankreich unternommene militärische Bildungsreise bekannt. Die von seinem früheren Obersten und späteren Kriegsminister Georg von Weinrich vorgeschlagene Beförderung zum Brigadeadjutanten 1825 wurde durch die Wahl zum Erzieher des Herzogs Max von Leuchtenberg, Enkel König Maximilians I., verhindert. Um sich auf diese Stelle vorzubereiten, verbrachte er im Auftrag der Mutter des Herzogs, Prinzessin Auguste von Bayern, den Rest des Jahres 1825 in Paris, um die französische Sprache zu erlernen, und trat seine Stelle als Erzieher am 1. Januar 1826 an. Im Dezember 1830 wurde er zum Oberleutnant à la suite befördert und erhielt durch seine enge Verbindung mit der Familie Beauharnais-Leuchtenberg das Ritterkreuz des kaiserlich brasilianischen Orden vom Kreuz des Südens und 1835 das Ritterkreuz des schwedischen Schwertordens.
Durch Signat vom 30. März 1835 erhielt er außerdem die Leitung des für den Prinzen Max eingerichteten Hofhalts und das Referat über das Fürstentum Eichstätt, bis zur Volljährigkeit des Prinzen, der durch den unerwarteten Tod seines Bruders August, Prinzgemahl der Königin Maria von Portugal, am 28. März 1835 in Lissabon, Chef der Familie geworden war. Im Juni desselben Jahres zum Hauptmann à la suite charakterisiert, begleitete Schuh den Prinzen nach Schweden zum Besuch des Hofes und seiner Schwester Josephine, damals Kronprinzessin, später Königin von Schweden. Ende 1835 wurde er zum Hofkavalier des inzwischen volljährigen Herzogs Max ernannt, den er 1838 auf dessen Verlobungsreise nach Russland begleitete. Seine Tagebuchnotizen über diese Reise wurden 1966 herausgegeben. Inzwischen war ihm auch die Ordnung der Korrespondenz des Vizekönigs von Italien (Eugène de Beauharnais) mit Kaiser Napoleon I. übertragen worden. Deren genaue Kenntnis ermöglichte ihm, öffentlich und auf Dokumente gestützt, Behauptungen in den Memoiren des Marschalls Marmont, Herzog von Ragusa, entgegentreten zu können.
Ende 1836 in den aktiven Dienst zurückversetzt, übernahm Schuh zum 1. Januar 1837 die seit 1817 nicht mehr besetzt gewesene Stelle des Stabsoffiziers im Kadettenkorps, das gleichzeitig einer durchgreifenden Reorganisation unterworfen wurde. Hier wurde er 1841 Hauptmann 1. Klasse, 1844 Major, 1848 Oberstleutnant und 1851 Oberst. Am 16. November 1851 als Nachfolger des krankheitshalber pensionierten Moritz von Kretschmann zum Kommandanten ernannt, dem ersten aus der Anstalt selbst hervorgegangenen, begann er – als Folge der Ereignisse des Revolutionsjahres 1848 – noch im selben Jahr mit einer Reform der Anstalt, die nun für geeignete Eleven aus allen Bevölkerungsschichten geöffnet wurde und mehr Wert auf die praktische und wissenschaftliche Ausbildung zum Offizierberuf legte. Seine eigenen mehrfach vorgebrachten Gesuche um Versetzung auf ein Truppenkommando, um den Kontakt zur Armee nicht zu verlieren, wurden allesamt abgelehnt. Auf seinen Reisen besuchte er fast alle deutschen, französischen, dänischen, schwedischen und die meisten russischen Militärbildungsanstalten.
1855 wurde er zum Generalmajor charakterisiert und am 29. November 1856 zum wirklichen Generalmajor ernannt. Unter seiner Leitung wurde am 1. Juni 1856 das hundertjährige Bestehen des Kadettenkorps gefeiert. Zu diesem Anlass würdigte ihn König Maximilian II. mit dem Ritterkreuz des Verdienstordens der Bayerischen Krone und wurde mit dem Prädikat „Ritter von Schuh“ in die bayerische Adelsmatrikel der Ritterklasse aufgenommen. Zum 1. Januar 1857 wurde er zudem der erste Leiter der neugegründeten Artillerie- und Ingenieur-Schule. Am 19. Februar 1863 erhielt Schuh die Erlaubnis zur Annahme und zum Tragen des Komturkreuzes des Ordens der Württembergischen Krone. In Genehmigung seines Abschiedsgesuches trat Schuh krankheitsbedingt unter Verleihung des Charakters als Generalleutnant am 17. November 1864 in den Ruhestand und starb im Jahr darauf in Vevey am Genfer See. Sein Grab befindet sich auf dem Alten Südfriedhof in München. Er war Inhaber des russischen Ordens vom Heiligen Wladimir IV. Klasse und des Sankt-Stanislaus-Ordens II. Klasse.
Aus der 1836 geschlossenen Ehe mit Babette von Elbracht (1807–1889), einer Tochter des Generalleutnants und Vizepräsidenten des Generalauditoriats Franz von Elbracht, stammt der Sohn Maximilian von Schuh (1838–1911), der ebenfalls bayerischer Generalleutnant wurde. Michael von Schuhs Schwester Antonie von Schuh (1795–1876) heiratete den Fabrikanten und Reichsrat Joseph Anton von Maffei.

## Schriften
- Joseph Bem: Erfahrungen über die Congrevschen Brand-Raketen bis zum Jahre 1819 in der Königl. Polnischen Artillerie gesammelt und an Seine Kaiserliche Hoheit den Großfürst Constantin berichtet. herausgegeben von M. Schuh.  Weimar: Landes-Industrie-Comptoir, 1820.
- Rückblick auf die Kriegs-Ereignisse um Nürnberg im Jahre 1632 zwischen Gustav Adolph und Wallenstein. Campe, 1824.
- Feuerwaffen der königlich bayerischen Infanterie und Cavallerie. Ein Handbuch für den Unterricht in der Kenntniß, Erhaltung und dem Gebrauche derselben. Lindauer, 1825.
- Betrachtungen über des Freiherrn von Closen Schrift: Die Armee als militärische Bildungs-Anstalt der Nation mit besonderer Rücksicht auf Bayern. Joseph Lindauer, München 1851.
- Hedwig Winkler: Mit dem Neffen König Ludwigs I. auf Brautfahrt nach Russland. Richard Pflaum Verlag, München o. J. [1966]